# نجواگران فیل
نجواگران فیل (انگلیسی: The Elephant Whisperers) یک فیلم مستند کوتاه هندی محصول سال ۲۰۲۲ به کارگردانی کارتیکی گونسالوس است. این مستند در مورد پیوندی است که بین یک زن و شوهر و بچه فیل یتیمی که برای تیمار به آنها سپرده شده، شکل می‌گیرد. این فیلم برنده جایزه اسکار بهترین فیلم مستند کوتاه در نود و پنجمین دوره جوایز اسکار شد. نجواگران فیل نخستین تولید سینمای هند است که در این بخش، جایزه اسکار را به دست آورده است. در برخی رسانه‌ها و پلتفرم‌های ایرانی، نام نجواگران فیل‌ها برای این مستند برگزیده شده است.

## موضوع
این مستند روایتگر داستان یک زوج بومی به نام‌های بومن و بلی است که یک بچه فیل هندی یتیم به نام راگو برای مراقبت به آنها سپرده می‌شود. آنها زحمت زیادی برای زنده نگهداشتن و رشد این بچه فیل آسیب دیده متحمل می‌شوند. در روند این مراقبت، پیوندی قوی بین زن و شوهر و فیل شکل می‌گیرد. پس از آنکه فیل دیگری به آنها سپرده می‌شود، زمان رها کردن راگو فرا می‌رسد. این مستند که در پارک ملی مودومالای در مرز ایالت‌های کرناتکه و تامیل نادو هند می‌گذرد، زیبایی‌های طبیعی این منطقه و همچنین زندگی مردم بومی در هماهنگی با طبیعت را به خوبی نمایش می‌دهد. این فیلم افزون بر روایت داستانی دلچسب از پیوند و همزیستی میان جانوران و انسان، فرهنگ هند و سنت حفظ محیط زیست را نیز به نمایش می‌گذارد.

## جایزه‌ها و نامزدی‌ها
فیلم نجواگران فیل در نود و پنجمین دوره جوایز اسکار در سال ۲۰۲۲، برنده جایزه جایزه اسکار بهترین مستند کوتاه شد. این مستند نامزد دریافت جایزه موسیقی هالیوود در بخش موسیقی متن؛ فیلم مستند کوتاه و همچنین نامزد دریافت جایزه بهترین مستند کوتاه در جوایز انجمن بین‌المللی مستند بود.

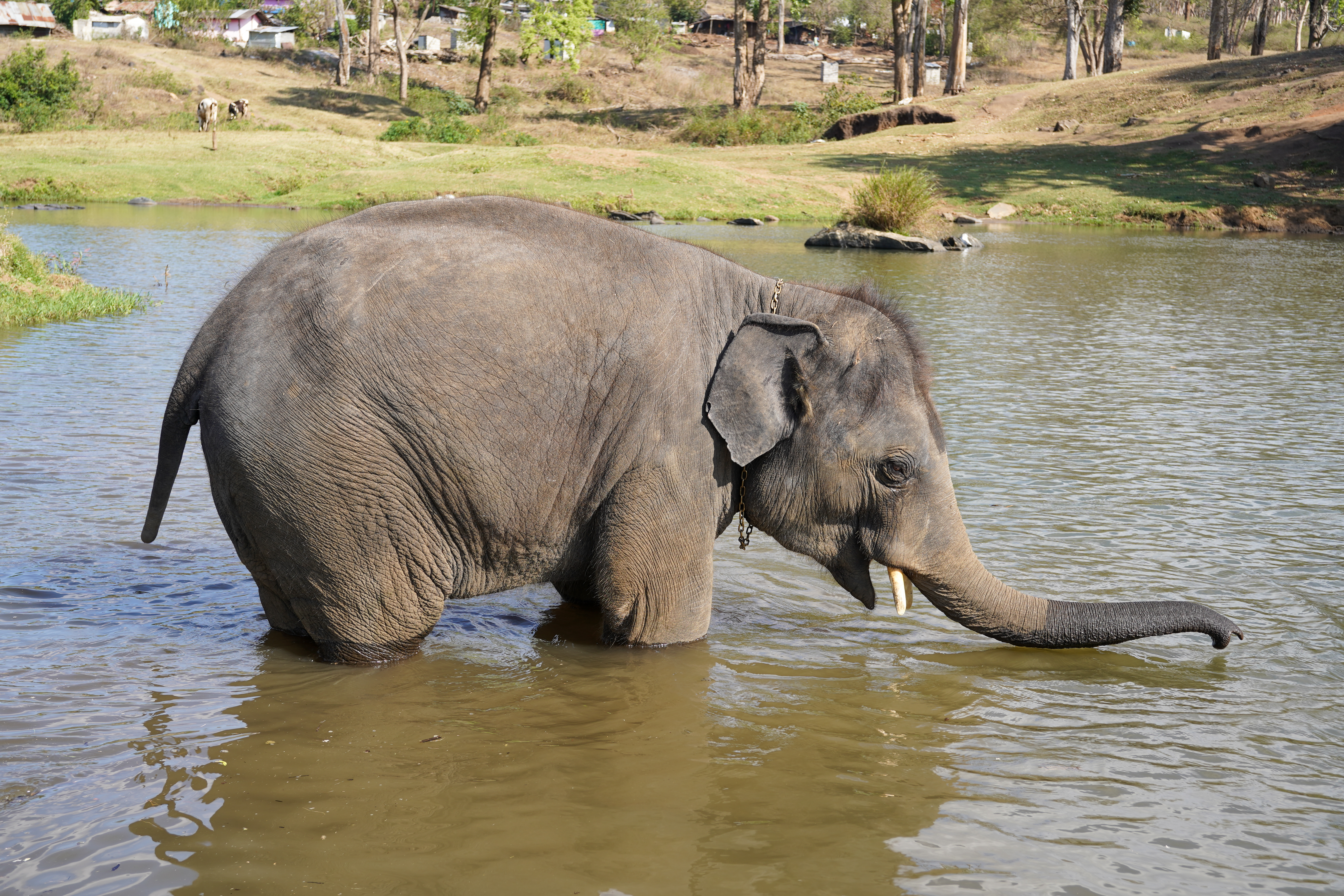
راگو، بچه فیلی که این مستند به آن پرداخته